# Osman Ier
Pour le troisième calife, voir Othmân ibn Affân.
Osman Ier (en turc : I. Osman [biɾinˈd͡ʒi osˈman] – le prénom Osman étant emprunté à l'arabe عُثْمَان ʿUṯmān – initialement et pendant longtemps francisé en Ottoman Ier,,,, forme qui est à l'origine de l'adjectif « ottoman »), également appelé Osman Gazi en turc (gazi étant un emprunt à l'arabe غَازِي ghâzî « triomphateur ; combattant de la foi »), est le fondateur de l'Empire ottoman (en turc : Osmanlı İmparatorluğu). Il est né vers 1258 à Söğüt, il est le fils d'Ertuğrul et lui succède en 1281. Osman meurt vers 1324 ou 1326.
Il profita de la faiblesse des empires seldjoukide et byzantin sur leurs frontières respectives pour établir et renforcer son émirat. Son État, à l’origine une petite principauté turkmène d'Anatolie occidentale pendant la vie d'Osman, s'est transformé en un empire mondial dans les siècles après sa mort, qui a existé jusqu'à peu de temps après la fin de la Première Guerre mondiale. En raison de la rareté des sources historiques datant de sa vie, très peu d'informations factuelles sur Osman ont survécu. Pas une seule source écrite ne survit du règne d'Osman. Les Ottomans n'ont enregistré l'histoire de la vie d'Osman qu'au XVe siècle, plus de cent ans après sa mort. 
Pour cette raison, les historiens trouvent qu'il est très difficile de faire la différence entre les faits et les mythes dans les nombreuses histoires racontées à son sujet. Des historiens comme Colin Imber sont même allés jusqu'à qualifier la période de la vie d'Osman comme un « trou noir ».

## Nom

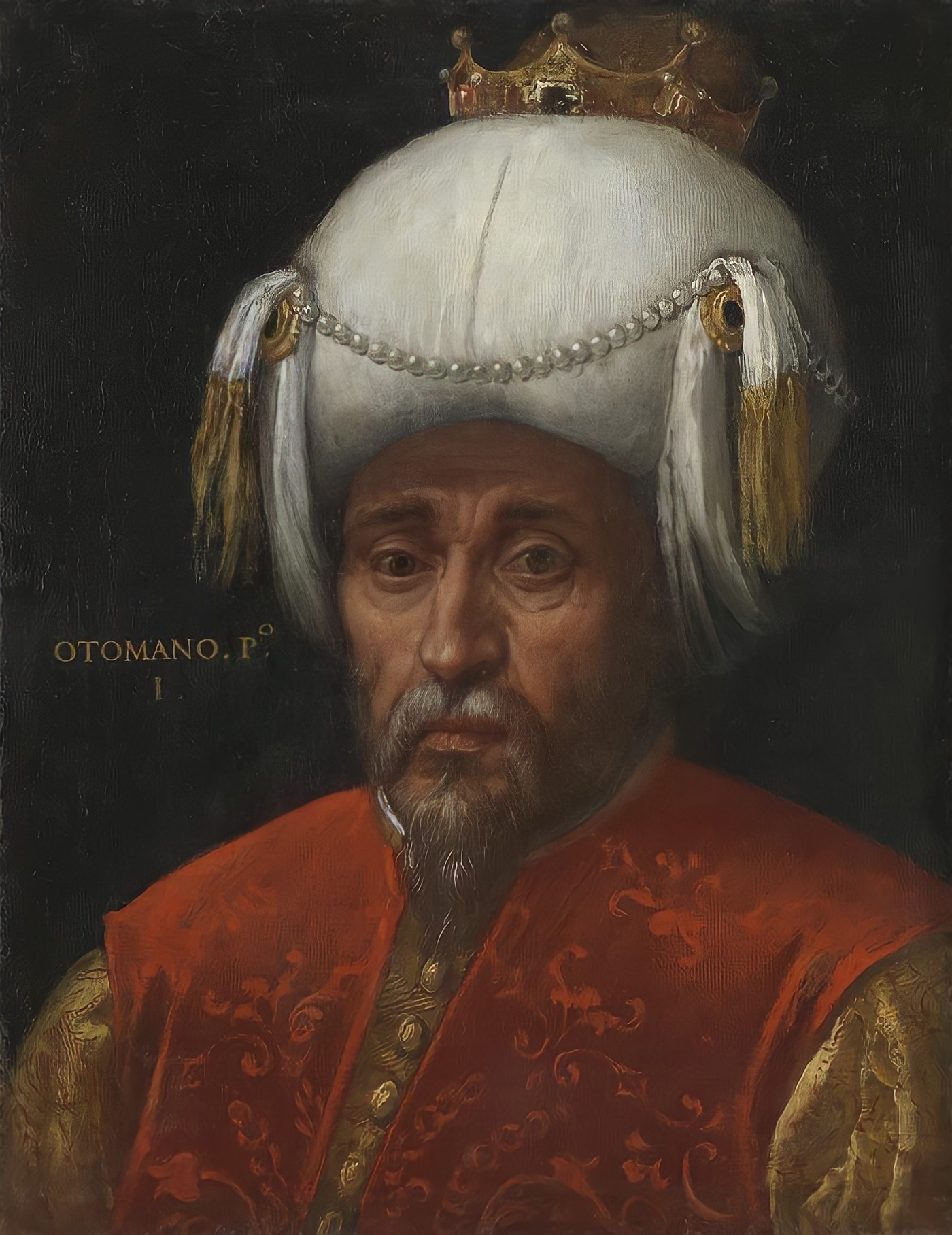
Portrait fictif d'« Otomano P[rim]o » (Osman Ier) par Paolo Veronese (XVIe siècle).

Certains érudits ont soutenu qu’à sa naissance Osman portait un nom turc, probablement Atman ou Ataman, et que ce nom a été changé plus tard en Osmān, forme turque du prénom arabe عثمان ʿUṯmān. Les premières sources byzantines, y compris le contemporain Georges Pachymère (1242-1310) d'Osman, épellent son nom comme Ατουμάν (Atouman) ou Ατμάν (Atman) mais ces sources grecques rendent régulièrement à la fois la forme arabe Uthmān et la version turque Osmān avec θ, τθ ou τσ. Une ancienne source arabe le mentionnant écrit également ط plutôt que ث dans un cas. Osman a donc peut-être adopté le nom musulman, jugé plus prestigieux, plus tard dans sa vie.
Les sources européennes transcrivirent d'abord son nom (issu de l’arabe عثمان ʿUṯmān) sous plusieurs formes dont :
- en moyen français, « Ottoman[15],[16] » ou « Othoman » (avec, pour adjectif, « ottomanique » ou « othomanique[17] ») ;
- en anglais moderne naissant, « Ottoman[18],[19],[20],[21],[22],[23] », « Otoman[24] » ou « Othoman[25] » (avec, pour adjectif, « Ottomanick[26],[27],[28] ») ;
- en italien, « Ottomano[29] » (forme élidée : « Ottoman’[30] ») ou « Otomano[31] » (avec, pour adjectif, « ottomanico ») ;
- en allemand, « Ottomanus[32] » (avec, pour adjectif, « ottomanisch »).

## Biographie

### Sources
On sait très peu de choses sur les origines, la naissance et la jeunesse d'Osman en raison de la rareté des sources et des nombreux mythes et légendes qui ont été racontés à son sujet par les Ottomans au cours des siècles ultérieurs.

### Origine
Selon la tradition ottomane tardive, les ancêtres d'Osman étaient des descendants de la tribu Kayı des Turcs Oghouzes. La principauté ottomane n'était qu'un des nombreux beyliks anatoliens apparus dans la seconde moitié du XIIIe siècle. Située dans la région de Bithynie au nord de l'Anatolie (Asie Mineure), la principauté d'Osman s'est trouvée particulièrement bien placée pour lancer des attaques contre l'empire byzantin vulnérable, que ses descendants finissent par conquérir. Selon la tradition ottomane, le père d'Osman, Ertuğrul, a conduit la tribu turcique Kayı à l'ouest de l'Asie centrale en Anatolie, fuyant l'attaque mongole. Il a ensuite prêté allégeance au sultan des Seldjoukides d'Anatolie, qui lui a accordé la domination sur la ville de Söğüt à la frontière byzantine. Ce lien entre Ertuğrul et les Seldjoukides, cependant, a été largement inventé par les chroniqueurs judiciaires un siècle plus tard, et les véritables origines des Ottomans restent donc obscures.

### Naissance et jeunesse
La date exacte de la naissance d'Osman est inconnue. Il est probablement né vers le milieu du XIIIe siècle, peut-être en 1258, date donnée par l'historien ottoman du XVIe siècle Kemalpaşazade. La jeunesse d'Osman est peu connue.

### Début de règne et fondation de l'Empire ottoman

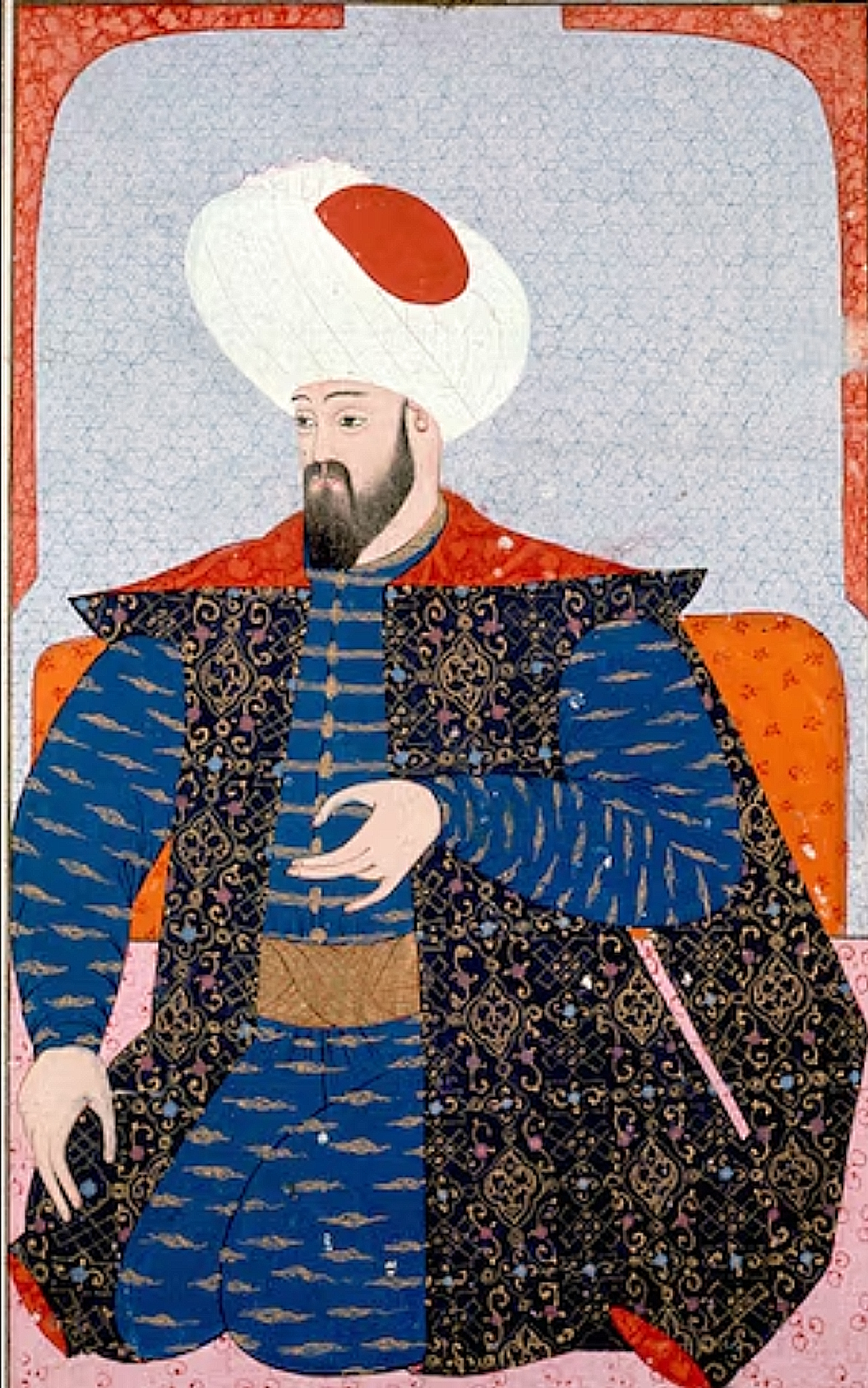
Osman lors de son couronnement vers 1281, miniature persane datant de 1579, palais de Topkapı.

Osman est devenu chef, ou bey, à la mort de son père en 1281. Le contrôle de la ville de Söğüt et la multiplication de raids contre l'empire byzantin constituent les seuls faits certains du débuts du règne d'Osman. La bataille de Bapheus en 1302, au cours de laquelle il a vaincu une force byzantine envoyée pour le contrer marque la premier évènement daté de sa carrière.
Osman semble avoir privilégié une politique tournée contre les Byzantins tout en évitant les conflits avec ses voisins turcs plus puissants. Ses premières avancées ont été faites à travers les cols qui mènent des zones stériles du nord de la Phrygie près d'Eskişehir moderne vers les plaines plus fertiles de la Bithynie ; selon Stanford Jay Shaw (1930-), ces conquêtes ont été réalisées contre les nobles byzantins locaux, « dont certains ont été vaincus au combat, d'autres étant absorbés pacifiquement par des contrats d'achat, des contrats de mariage, etc. ».

### LeRêve d'Osman
Selon le poème épique « Le Rêve d'Osman » : dans un village voisin de Söğüt, il y avait un cadi musulman appelé Edébali qui avait une fille, Rabi'a, qu'Osman avait demandée en mariage. Mais le sheikh Edébali refusa pendant deux ans de lui donner sa fille. Mais un jour, Osman alors âgé de 19 ans qui voyageait avec son père Ertuğrul fit un rêve. Dans son rêve, il voit un croissant sortir de la poitrine d'Edébali et rentrer dans son corps. Il voit un énorme platane sortir de sa poitrine et couvrir tout le ciel : son ombre s'étend sur la terre et les gens. En retournant dans son village, il demanda au sheikh de lui expliquer son rêve. Edébali l'interpréta comme un message divin lui enjoignant de donner sa fille en mariage à Osman : la foi musulmane en sortirait triomphante. Il a une épouse, une fille Fatma Hatun et sept fils : Pazarlı Bey, Çoban Bey, Hamid Bey, Savcı Bey, Alaeddin, Melik Bey et Orhan, ce dernier lui succède à sa mort.

### Victoires militaires

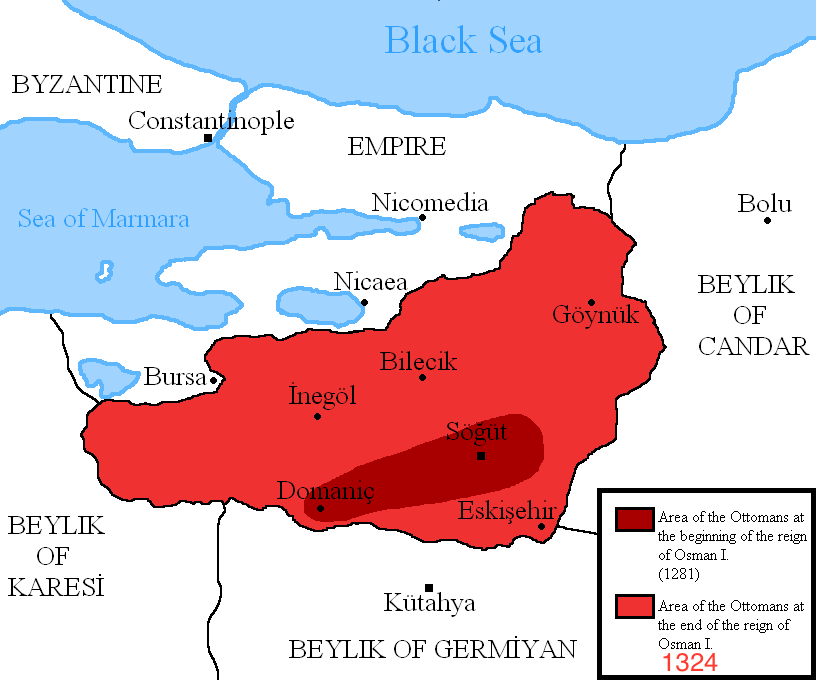
Expansion de l'émirat d'Osman lors de son règne.

Entre 1290 et 1300, Osman commence à attaquer ses voisins et à prendre leurs forteresses. À ce moment-là, il porte le titre de Bey et n'est qu'un vassal du sultan seldjoukide, alors en pleine décomposition. Il agrandit ainsi son domaine jusqu'à être voisin des Byzantins.
Osman engage le combat contre l'Empire byzantin, menant une véritable guerre sainte comme le laisse entendre le surnom familial de « Gazi ». Après avoir conquis le château de Bilecik, le sultan seldjoukide d'Anatolie (ou sultan de Roum) Mas`ûd II lui remet un étendard, un tambour et un caparaçon comme insignes de son pouvoir vers 1289. Les prières du vendredi ne se font plus qu'en son nom et il fait battre monnaie. Il nomme grand vizir son fils Alaeddin vers 1320.
Osman est acclamé comme khan de la tribu Kayı en 1299, titre qu'il porte jusqu'à sa mort, établissant ainsi les fondations de ce qui deviendra par la suite l'empire.
En 1302, après une écrasante victoire (bataille de Bapheus) sur les Byzantins près de Nicée, Osman commence à pousser ses armées au plus près des territoires contrôlés par les Byzantins et très rapidement un grand nombre de religieux et de guerriers gazis s'installent dans les territoires conquis sur les Grecs.
Inquiets de l'influence croissante d'Osman, les Byzantins, qui perdent progressivement l'Anatolie, se concentrent autour de l'idée qu'il faut à tout prix empêcher Osman d'atteindre l'Europe en contenant sa progression vers l'Ouest. Mais celui-ci s'empare sans difficulté de la ville d'Éphèse sur la mer Égée.[réf. souhaitée] L'afflux constant de migrants sur ses terres renforce sans cesse l'armée d'Osman qui continue son expansion en direction des villes au bord de la mer Noire.
La dernière campagne militaire d'Osman avant qu'il ne meure de vieillesse est dirigée contre la ville byzantine de Bursa. Bien qu'il n'y participe pas en personne, la prise de Brousse se révèle extrêmement importante pour les Ottomans : cette ville, dont ils font leur capitale, constitue une base arrière pour la prise de Constantinople (les deux villes n'étant séparées que d'une centaine de kilomètres).
Il augmente la taille de son beylicat jusqu'à Nicée et Bursa, portant les terres héritées de son père d'une superficie de 4 800 km2 à une superficie de 16 000 km2.

### Famille

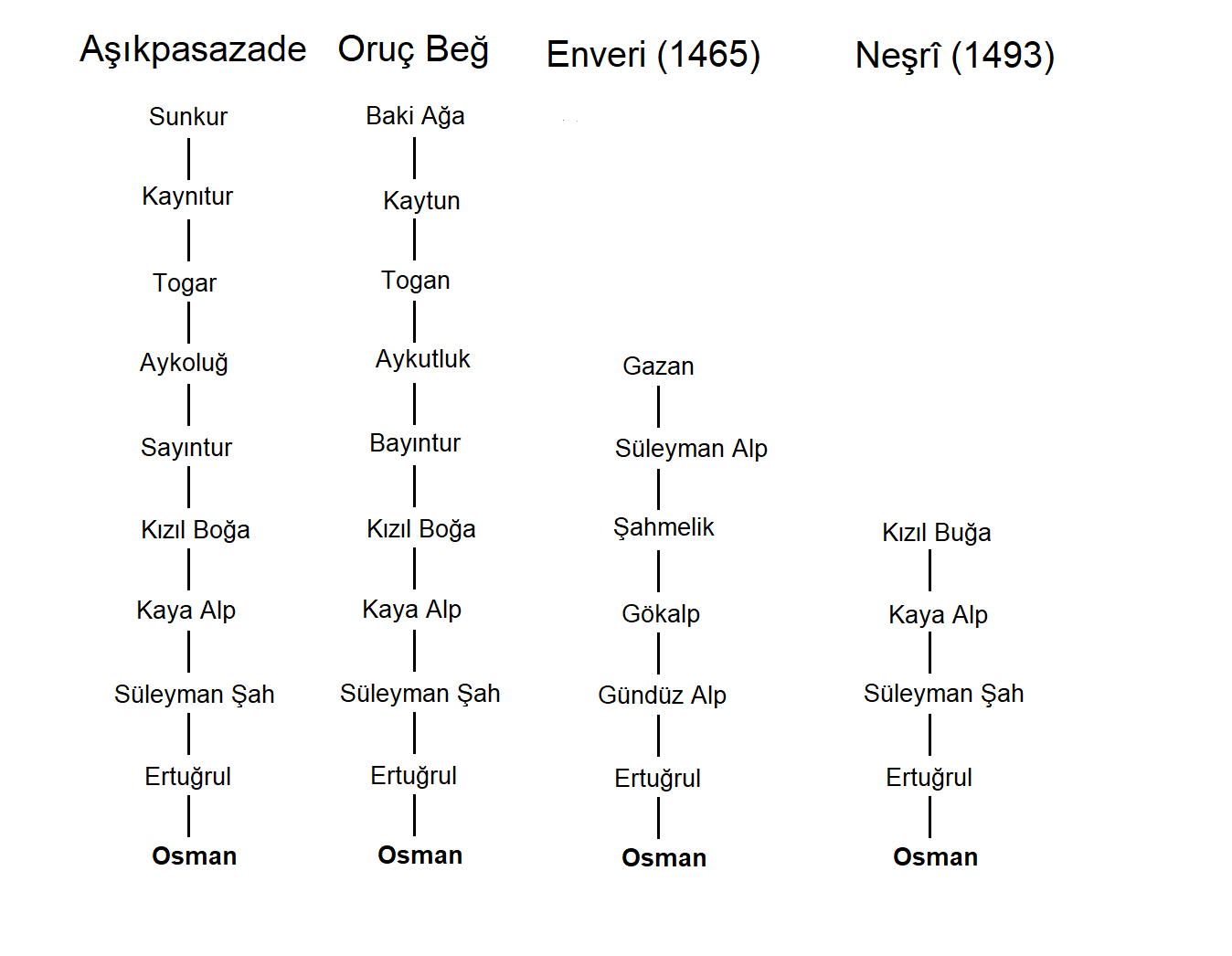
La généalogie d'Osman selon différents historiens ottomans.

En raison de la rareté des sources sur sa vie, on sait très peu de choses sur les relations familiales d'Osman. Selon certains écrivains ottomans du XVe siècle, Osman descendait de la branche Kayı des Turcs Oghuz, une affirmation qui devint plus tard partie de la généalogie officielle ottomane et fut finalement inscrite dans la tradition historique nationaliste turque avec les écrits de MF Köprülü. Cependant, la revendication de la lignée Kayı n'apparaît pas dans les premières généalogies ottomanes existantes. Ainsi, de nombreux érudits des premiers Ottomans le considèrent comme une fabrication ultérieure destinée à consolider la légitimité dynastique à l'égard des rivaux turcs de l'empire en Anatolie. Yazıcıoğlu Ali, au début du XVe siècle, a retracé la généologie d'Osman à Oghuz Khan, les ancêtres mythiques des Turcs occidentaux, par le biais de son petit-fils aîné de son fils aîné, donnant ainsi aux sultans ottomans la primauté parmi les monarques turcs.
Il est très difficile pour les historiens de déterminer ce qui est factuel et ce qui est légendaire à propos des nombreuses histoires que les Ottomans ont racontées sur Osman et ses exploits, et les sources ottomanes ne sont pas toujours d'accord les unes avec les autres. Selon une histoire rapportée pour la première fois par Neşri à la fin du XVe siècle, Osman avait un oncle nommé Dündar Bey avec lequel il s'était disputé au début de sa carrière. Osman souhaitait attaquer le seigneur chrétien local de Bilecik, tandis que Dündar s'y opposait, arguant qu'ils avaient déjà suffisamment d'ennemis. Interprétant cela comme un défi à sa position de leader, Osman a tiré et tué son oncle avec une flèche. Cet épisode n'apparaît pas dans les ouvrages historiques ottomans les plus anciens. S'il est véridique, cela signifie qu'il était probablement dissimulé afin d'éviter de ternir la réputation du fondateur de la dynastie ottomane avec le meurtre d'un membre de la famille. Cela peut également indiquer un changement important dans la relation des Ottomans avec leurs voisins, passant d'une coexistence relativement pacifique à une politique de conquête plus agressive.

### L'épée d'Osman
L'épée d'Osman (turc : Taklid-i Seyf) était une épée d'État importante utilisée lors de la cérémonie de couronnement des sultans ottomans. La pratique a commencé quand Osman était ceinturé de l'épée de l'islam par son beau-père Sheik Edebali. La ceinture de l'épée d'Osman était une cérémonie vitale qui a eu lieu dans les deux semaines suivant l'accession d'un sultan au trône. Elle a eu lieu au complexe funéraire d'Eyüp, sur la voie navigable de la Corne d'Or dans la capitale Constantinople. Le fait que l'emblème par lequel un sultan était intronisé était une épée hautement symbolique : cela montrait que la fonction dont il était investi était d'abord et avant tout celle d'un guerrier. L'épée d'Osman a été ceinte du nouveau sultan par le Sharif de Konya, un derviche Mevlevi, qui a été convoqué à Constantinople à cette fin.

### Personnalité

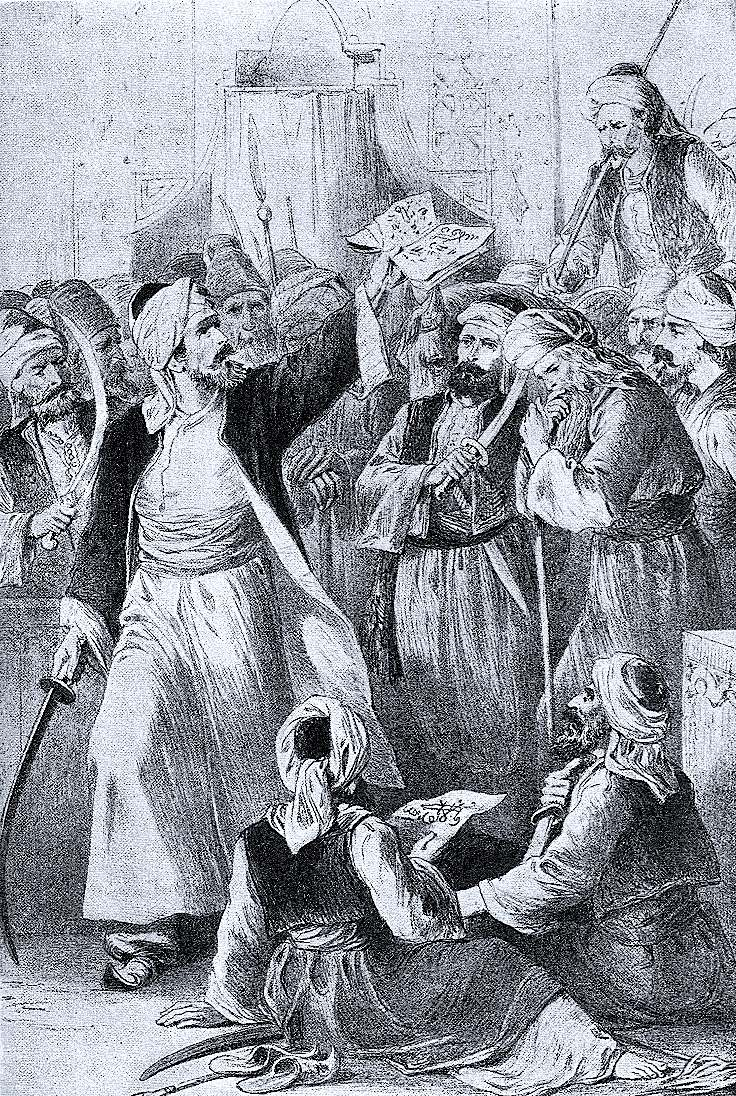
Osman menant ses hommes à la bataille de Dimbos (représentation fin XIX).

L'historiographie ottomane, reprise par Gibbons ou Kinross puis l'historiographie nationaliste turque, dépeint Osman comme une personne semi-sainte.
Il est connu que parmi les tribus turkmènes, la tribu ou une partie de celle-ci a été nommée d'après son chef. Le fait que la tribu Kayi soit devenue connue sous le nom d'Osman suggère que la tribu est devenue puissante en raison de son excellent leadership. L'orientaliste R. Rakhmanaliev écrit que le rôle historique d'Osman était celui d'un chef de tribu, qui a connu un énorme succès en unissant son peuple autour de lui.
Les activités et la personnalité d'Osman en tant que fondateur de l'État et de la dynastie sont très appréciées par les historiens du passé et du présent. L'État et la dynastie des dirigeants portent son nom. La population de l'État s'appelait Ottomans (Osmanlilar) jusqu'au début du XXe siècle, c'est-à-dire jusqu'à l'effondrement de l'Empire ottoman. L'historien F. Uspensky note qu'Osman s'est appuyé non seulement sur la force, mais aussi sur la ruse. L'historien et écrivain Lord Kinross écrit qu'Osman était un dirigeant sage et patient, que les gens respectaient sincèrement et étaient prêts à le servir fidèlement. Il avait un sentiment naturel de supériorité, mais il n'a jamais cherché à s'affirmer avec l'aide du pouvoir et  était donc respecté non seulement par ceux qui étaient en position égale, mais aussi par ceux qui dépassaient ses capacités sur le champ de bataille ou sur la sagesse. Osman n'a pas suscité de sentiments de rivalité dans son peuple — seulement de la loyauté. Herbert Gibbons croyait qu'Osman était « assez grand pour exploiter des gens magistraux ».

## Hommage
Le pont Osman Gazi, construit en 2013, traversant le golfe d'Izmit, porte son nom.

## Dans la fiction
La série télévisée turque Kuruluş/Osmancık de 1988, il est interprété par Cihan Ünal.
La série télévisée turque Diriliş: Ertuğrul, diffusée de 2014 à 2019, relate de manière romancée la vie d'Ertuğrul Gâzi, interprété par Emre Üçtepe. Cette série est suivie par Kuruluş: Osman, qui relate la vie d'Osman, interprété par Burak Özçivit.